# フォード・プーマ
 プーマ  (PUMA) は、欧州フォードが製造・販売している自動車。「ピューマ」とも表記される。
初代はクーペ、二代目はクロスオーバーSUVであるが、いずれもフィエスタをベースとしており、またいずれもラリーマシンのベース車両にもなっている。

## 初代 (1997-2001年)
1997年発売。生産はドイツのケルンで行われた。キャッチコピーは「Driver's Dream」。
エンジンはいずれも当時フォードが展開していた『ZETEC』シリーズで、1.7Lエンジンはヤマハ発動機との共同開発である。
1999年のジュネーブ国際モーターショーで発表した"ST160"というコンセプトカーが好評であったため、同年に『レーシングプーマ』というモデルもイギリス向けに500台限定で市販化されている。架装はティックフォードが手がけた。ベースのプーマと同じ1.7L自然吸気エンジンであるが、カムプロファイルの変更とECUチューンにより30馬力アップの180馬力にまで向上。0-100km/h加速を7.8秒というスポーツエンジンとなっている。またシャシーにもフォードがモータースポーツで培った技術が惜しみなく投入されており、足回りや内装などに様々な変更がされている。
ラリーではF2キットカーやスーパー1600（S1600）規定で改造されたプーマが活躍。後者は2004年までJWRC（ジュニアラリー世界選手権）を争った。Bセグメントハッチバックが主流の中、稀少なクーペとしてフランソワ・デュバルやヤリ＝マティ・ラトバラ（スポット参戦）などがドライブしたが、信頼性に問題があり、JWRCでは大きな戦果を挙げられなかった。英国ラリー選手権では、クリス・ミークが2002年のジュニアクラス王者となっている。
100年以上の歴史を持つ英国ブライトン・スピード・トライアルでは、ヒルクライムコンストラクターの名門グールド・レーシングによりXトラック製4WDなどで改造されたプーマが2008〜2010年と3連覇している。
2001年に生産終了。総生産台数は約13万台。後継としてのクーペは発売されなかった。

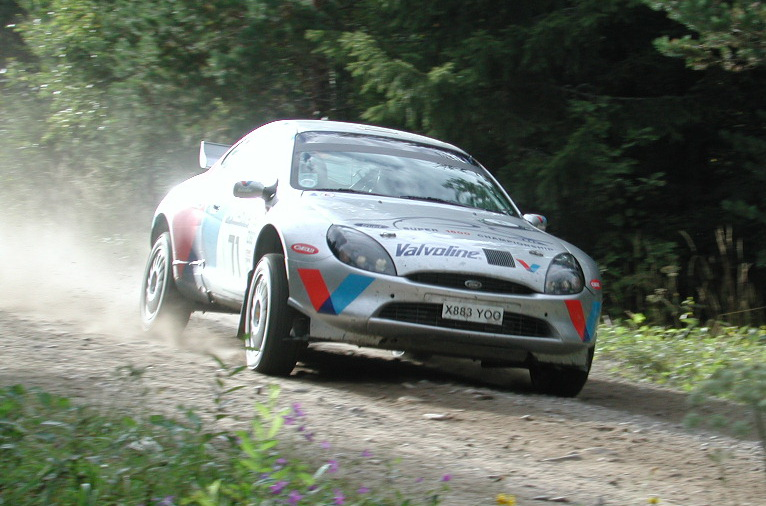
フランソワ・デュバルがドライブするプーマS1600（2001年ラリー・フィンランド）

## 2代目 (2019-年)
2019年6月、クーペ型であった初代とは違いSUV型で2代目プーマが初公開された。生産はルーマニアの工場で行われる。
ガソリンモデルはいずれもフォードの誇るダウンサイジングターボ技術の『エコブースト』シリーズである。"ST"グレードは200馬力を発生する1.5Lターボに6速MTを組み合わせており、0-100km/h加速はわずか6.8秒を叩き出す。
1.0Lモデルにはコンベンショナルモデルとマイルドハイブリッドモデルが設定され、前者は95馬力（MT）と125馬力（DCT）、後者は最大125馬力と155馬力（いずれもMT）のそれぞれ2つのチューニング仕様が用意される。
2021年7月には、翌2022年よりWRC（世界ラリー選手権）の最高峰カテゴリとなる『ラリー1』規定のプーマが披露された。競技専用パイプフレームでスケーリング（縮尺）されており、シルエットはBセグメントハッチバックと同じになっている。また統一のプラグインハイブリッドシステムを採用する。

## その他
フォードが00年代以降生産しているエンジン『デュラテック』シリーズの2.0～2.4L版の開発コードは「プーマ」であった。
またフォード・エスコートRS2000も元々「プーマ」と呼ばれる予定であった。

## 車名
「PUMA (プーマ)」は、ネコ科動物の「PUMA (ピューマ)」に由来する。なお日本では「プーマ」呼びが動物・車とも定着しているが、英語ではいずれも「ピューマ」と発声する。